# L'Incroyable Burp
L'Incroyable Burp est la quatre-vingt-quinzième histoire de la série Spirou et Fantasio de Tome et Janry. Elle est publiée pour la première fois dans Spirou du no 2396 au no 2401 .

## Résumé
Spirou et Fantasio roulent en voiture dans un brouillard opaque. Arrivés à Champignac-en-Cambrousse, ils s'arrêtent et une fourgonnette d'une équipe de tournage leur casse le feu de brouillard arrière-droit en rentrant dans leur voiture. Les trois hommes présents dans ce fourgon sont vêtus de déguisements d'insectes verts. Reprenant leur route, Spirou et Fantasio ne voient pas Célestin Dupilon et le renversent.
Ils amènent donc Dupilon chez le comte de Champignac. Le comte teste sur un champignon un nouvel engrais de sa création mais cela semble ne produire aucun effet. Mais lorsqu’il va à la rencontre de Spirou, il entend son champignon faire du bruit : il a maintenant grossi et dégouline à cause de la liqueur qu’il a versé dessus avant de quitter la pièce.
Mais Dupilon, assis à une table et encore étourdi, confond un flacon de l’expérience du comte avec une bouteille d’armagnac. Dégouté par cet engrais liquide, le X4, il boit ensuite l’armagnac. Dupilon sort alors en brisant une vitre et en cassant les rebords de la fenêtre, disparaissant avant que Spirou, Fantasio et le comte ne puissent le voir. Il est désormais plus grand et sa peau est devenue verte. Il écrase une voiture alors que l’automobiliste, monsieur Duplumier, s’enfuit chez le comte de Champignac, prétendant avoir vu un monstre.
Spirou et Fantasio ne le prennent pas au sérieux et lui proposent un verre d’alcool. Quant au champignon, il est revenu à une taille ordinaire. C’est alors que le comte comprend que c’est la combinaison de l’alcool et de l’engrais liquide de l’expérience X4 qui a produit cet effet grossissant et dégoulinant.
Pendant ce temps-là, le maire de Champignac-en-Cambrousse, toujours prêt à vanter ses actions, a fait installer un panneau de prudence sur la route en faveur des écoliers qui traversent avec la mention de cet acte propre. C’est là qu’il voit Dupilon redevenu normal, traverser la route pieds nus. Le fourgon de tournage arrive à ce moment et manque de peu d’écraser le maire. Les occupants demandent curieusement à celui-ci s’il y a un commissariat de police à proximité et où est le bureau de poste. Le maire répond que les gendarmes ne sont pas là, ce qui semble réjouir les trois hommes déguisés.
L’un des trois types du fourgon entre à la poste et indique aux clients de sortir pour cause de tournage. Un vieux client grommelle avant de sortir tandis que le guichetier demande une autorisation officielle. Mais pour réponse, l’homme déguisé sort un pistolet. C’est en réalité un braquage !
Spirou et Fantasio, qui viennent d’arriver à l’extérieur du  bureau de poste, où les deux autres gars montent la garde, croient que c’est l’un d’eux que monsieur Duplumier a pris pour un monstre. Mais celui qui est entré sort alors avec de l’argent et Spirou comprend qu’il s’agissait de gangsters.
Une bagarre éclate alors. Fantasio croit lancer une valise du toit du fourgon sur un malfrat quand il voit Dupilon redevenu tout vert. Mais Fantasio est assommé, tout comme Spirou. Les gangsters veulent prendre Spirou en otage mais il revient à lui et appuie brusquement sur le frein, ce qui éjecte deux braqueurs à l’arrière (dont l’un était resté dans le véhicule et ne s’était pas montré jusqu’ici). Ne contrôlant plus le fourgon, Spirou et les deux autres malfrats entrent en collision avec une estafette de police.
Finalement, quelque temps après, le maire de Champignac-en-Cambrousse veut faire une campagne contre l’alcoolisme et utilise pour exemple le modèle du champignon dégoulinant du comte de Champignac, produit de la liqueur et de l’engrais expérimental. Il fait aussi une cérémonie pour remercier Spirou et Fantasio de leur bravoure pendant le braquage.
Mais la campagne contre l’alcoolisme n’est évidemment pas du goût de Célestin Dupilon, redevenu en état normal. Duplumier discute avec lui de son automobile qui a disparu, affirmant qu’une voiture ne pousse pas sur les arbres. C’est alors que Dupilon, frappant un tronc d’arbre avec sa canne, fait involontairement tomber la voiture de Duplumier de l’arbre !

## Personnages
- Spirou
- Fantasio
- Le comte de Champignac
- Célestin Dupilon
- Le maire de Champignac-en-Cambrousse
- Monsieur Duplumier
- Les quatre gangsters déguisés

## Publication

### Album
Cette courte histoire a été publiée dans le trente-huitième album de Spirou et Fantasio, La Jeunesse de Spirou, aux pages 22 à 33.